# Vicq-sur-Mer
Vicq-sur-Mer es una comuna nueva francesa situada en el departamento de Mancha, de la región de Normandía.

## Historia
Fue creada el 1 de enero de 2016, en aplicación de una resolución del prefecto de Mancha de 19 de octubre de 2015 con la unión de las comunas de Cosqueville, Gouberville, Néville-sur-Mer y Rethoville, pasando a estar el ayuntamiento en la antigua comuna de Cosqueville.

## Demografía
| Gráfica de evolución demográfica de Vicq-sur-Mer entre 1800 y 2013 |
|                                                                    |

Los datos entre 1800 y 2013 son el resultado de sumar los parciales de las cuatro comunas que forman la nueva comuna de Vicq-sur-Mer, cuyos datos se han cogido de 1800 a 1999, para las comunas de Cosqueville, Gouberville, Néville-sur-Mer y Réthoville de la página francesa EHESS/Cassini. Los demás datos se han cogido de la página del INSEE.

## Composición
| Comuna delegada | Código INSEE | Población (2013) | Superficie (km²) | Densidad (hab./km²) |
| --------------- | ------------ | ---------------- | ---------------- | ------------------- |
| Cosqueville     | 50142        | 565              | 10.90            | 52                  |
| Gouberville     | 50211        | 118              | 2.79             | 42                  |
| Néville-sur-Mer | 50375        | 191              | 3.46             | 55                  |
| Réthoville      | 50432        | 128              | 3.43             | 37                  |